# 2017년 2월 죽음
다음은 2017년 2월에 사망한 저명한 인물 목록이다.
- 2월 2일 - 대한민국의 국회의원 한광석
- 2월 4일 - 대한민국의 정치가 서영훈
- 2월 6일 - 대한민국의 배우 김길호
- 2월 7일
  - 미국의 배우 리처드 해치
  - 스웨덴의 통계학자 한스 로슬링
- 2월 8일
  - 영국의 물리학자 피터 맨스필드
  - 일본의 가수 마츠노 리나
- 2월 11일
  - 일본의 만화가 다니구치 지로
  - 미국의 농구선수 파브 멜루
- 2월 12일 - 미국의 가수 알 재로
- 2월 13일
  - 조선민주주의인민공화국의 정치인 김정남
  - 일본의 영화감독 스즈키 세이준
- 2월 19일
  - 대한민국의 배우 김지영
  - 대한민국의 국악인 박송희
- 2월 20일 - 러시아의 외교관 비탈리 추르킨
- 2월 21일
  - 미국의 경제학자 케네스 애로
  - 미국의 작곡가이자 지휘자 스타니스와프 스크로바체프스키
- 2월 22일 - 대한민국의 아나운서 박태남
- 2월 24일 - 대한민국의 좌익운동가 박덕남
- 2월 26일 - 미국의 영화배우 빌 팩스턴